# Anthony St. John, 22. Baron St. John of Bletso

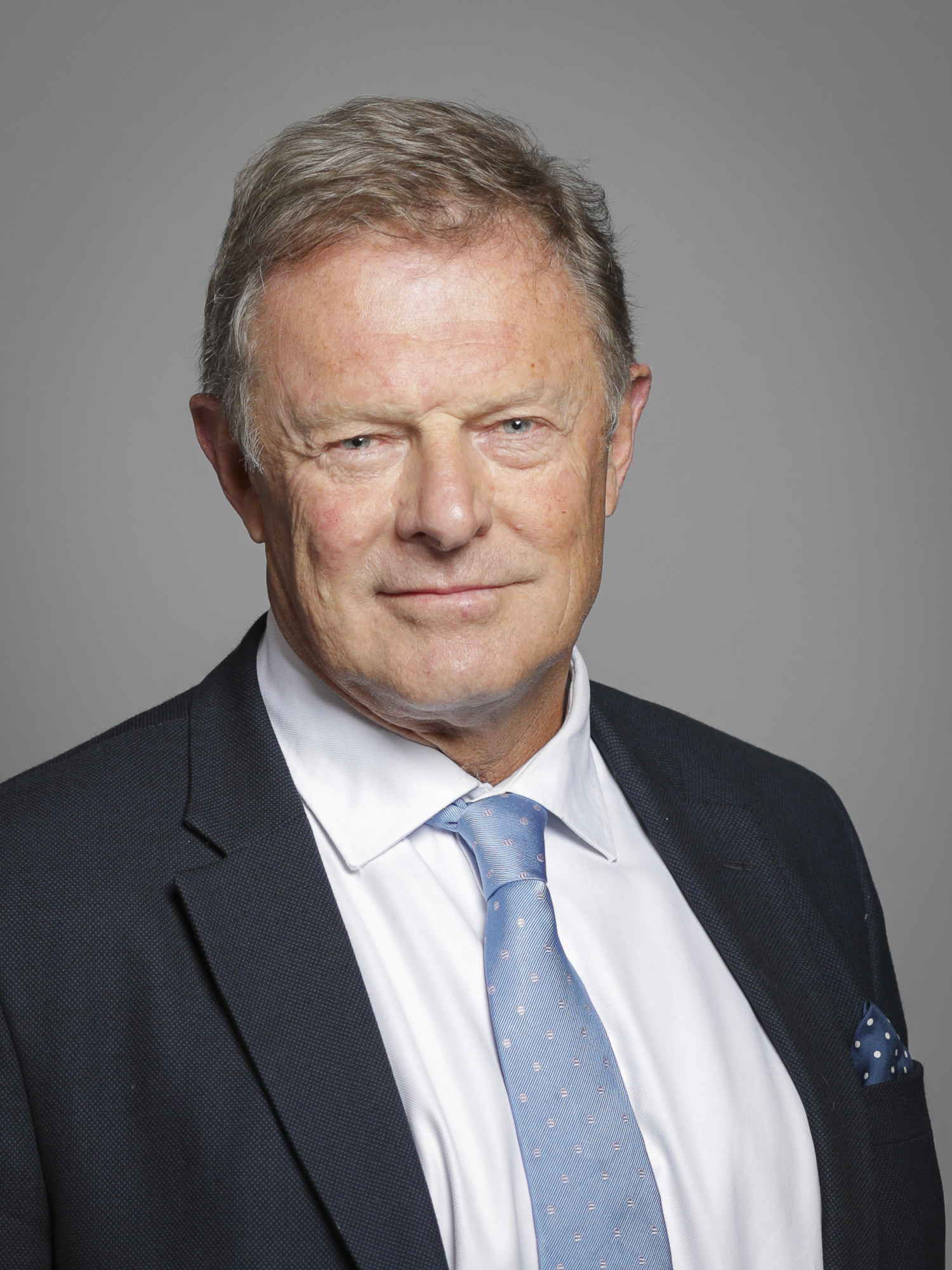
Anthony St. John, 22. Baron St. John of Bletso

Anthony Tudor St. John, 22. Baron St. John of Bletso (* 16. Mai 1957) ist ein britischer Peer und Geschäftsmann. Er ist als Crossbencher Mitglied des House of Lords.
Er ist der Sohn von Andrew St. John, 21. Baron St. John of Bletso. Beim Tod seines Vaters erbte er 1978 dessen Titel, einschließlich des damit verbundenen Sitzes im House of Lords. Er gehörte 1999 zu den 92 Erbadligen, die ihren Sitz im House of Lords im Rahmen des House of Lords Act 1999 behalten durften.
Im Laufe seines Studiums erreichte er folgende Abschlüsse: Bachelor of Arts und Bachelor of Science an der University of Cape Town, Bachelor of Law an der University of South Africa und Master of Law an der London School of Economics.
Zwischen 1985 und 2002 arbeitete er als Öl-Analyst bei County NatWest Securities und dann Smith New Court Plc und diente danach bis 2008 als Berater Merrill Lynch. Er baute das Internet Datacenter Geschäft Globix Corporation im Vereinigten Königreich auf und wurde dann President of Global Sales and Marketing für die International Group. Zwischen 2004 und 2012 war er Non-Executive Chairman der Spiritel Plc, einem Anbieter von Telekommunikationsdiensten und diente als Non-Executive Director bei Regal Petroleum, Sharp Interpak, WMRC und Pecaso. Er war auch im Beirat von Infinity DEZA Chayton Capital und Ariya Capital mit dem Schwerpunkt auf Landwirtschaft und Geschäftsmöglichkeiten in Afrika. Er ist derzeit Chairman bei Estate & General und Strategic Adviser bei 2e2 sowie Non-Executive Director bei Albion Ventures LLP und Chairman of the Governing Board bei Certification International. 
Sein besonderes politisches Interesse gilt der Außenpolitik, insbesondere mit Blick auf Afrika, saubere Technologien, Artenschutz und Sport. Er engagiert sich im gemeinnützigen Sektor, insbesondere als Treuhänder von sieben Wohltätigkeitsorganisationen vor allem mit Schwerpunkt auf Afrika.
1994 heiratete er Helen Jane Westlake, eine ehemalige Miss England und Doktorin der Medizin. Mit ihr hat er vier Kinder. Die Ehe wurde 2012 geschieden. 2015 heiratete er in zweiter Ehe Sabine McTaggart. Mit ihr hat er ein weiteres Kind.